# Broken Sword II: The Smoking Mirror
Broken Sword II: The Smoking Mirror, er et point and click adventure-computerspil oprindelig udgivet til Microsoft Windows og PlayStation i 1997. Det blev senere genudgivet til Microsoft Windows, OS X, og iOS som en remastered version, og udkom i 2012 også til Android. Det er det andet spil i Broken Sword serien, og er det første spil i serien der ikke følger Knight Templars historie. Spilleren har rollen som George Stobbart en ung amerikaner som er øjenvidne til kidnapningen af hans kæreste Nicolo Collard.

## Historie
Spillet starter da George Stobbart og hans kæreste Nico Collard besøger Professor Oubier ang. nogle historiske Mayan skatte. Huset bliver dog angrebet af nogle latinamerikanske skurke, og Nico bliver kidnappet. George bliver bundet fast til en stol, huset sat i brand, og han efterlades desuden med en fugleedderkop. Her overtager spilleren, og det er første opgave at få George fri. I dette spil kommer George til et fiktivt sydamerikansk eller mellemamerikansk land, på jagt efter skurkene der overfaldt dem, og stjal Mayan stenene. Man spiller denne gang også som Nico, og hende får man bl.a. fornøjelsen af at spille som i London. 

## Lokationer
- Paris – Her starter spillet i Oubiers kæmpevilla. Da man undslipper, kommer man bl.a. til en lille Café, samme som i det forrige spil, men denne gang i noget tristere efterårs omgivelser. Man kommer også et smut forbi et galleri.

- Marseille – Et spor leder George til Marseille, hvor han skal forbi en lumsk havnevagt og hans hund, for at finde ind til et varehus på havnen, hvor Nico sidder fanget.

- Quaramonte City – George og Nico finder et spor til Quaramonte City i Sydamerika, hvor de ryger i totterne på den vanvittige General Grasimento.

- Jungle – De bliver jaget ud i junglen, hvor Nico bliver bidt af en slange, hvilket leder George ud på en jagt efter en sjælden plante der kan kurere hende. Her får han hjælp af en indfødt indianer stamme.

- Caribbien – George rejser også til Caribbien, hvor han bl.a. besøger den mystiske Zombie Island og havner i en film.

- London – Nico tager til et museeum i London for at se på Mayan stenen, men den bliver stjålet, og Nico jagtet tyven gennem undergrundsbaner, og ud til Themsen hvor hun mødes med den psykotiske Karnac.

- Soltempel – Spillet slutter inde i et soltempel hvor en solformørkelse er på vej. Kan George og Nico nå at stoppe Karnac?